# Tephrodornis sylvicola
L'averla boschereccia del Malabar (Tephrodornis sylvicola Jerdon, 1839) è un uccello passeriforme della famiglia dei Vangidi.

## Distribuzione e habitat
La specie è diffusa sul versante occidentale dell'India.